# Teilo de Llandaff
Teilo (Teliaus en llatí), o Eliud (Penalun, Sir Benfro, Gal·les, segle VI) va ser un dirigent de l'església gal·lesa. És venerat com a sant per diverses confessions cristianes.

## Biografia
Les dates exactes de naixement i mort en són ignorades, però Penalun a Sir Benfro és considerada la seva població natal. Teilo era fill del príncep Ensig ap Hydwn ap Ceredig, de Ceredigion, i cosí de Sant David de Gal·les (algunes tradicions diuen que Teilo viatjà amb David fins a Jerusalem en pelegrinatge).
Fou educat per Dubrici, a qui succeí com a bisbe de Llandaff, on va fundar la catedral. Com molts dels sants gal·lesos d'aquest període, Teilo va ser un alt càrrec monacal, i va fundar un llan o establiment monàstic que donà nom a la ciutat de Llandeilo (Sir Gaerfyrddin). Es creu que també va predicar o ensenyar a Bretanya, on anà amb Samso de Dol. En tornar, ocupà la seu de David, i fou bisbe de Tyddewi.
Sant Hywel va ser un dels deixebles d'en Teilo.

## Veneració
Tres esglésies reclamaven tenir-ne les relíquies: per arranjar-ho es crea la llegenda que, en morir, el seu cos s'havia triplicat miraculosament. Les relíquies, doncs, són a: la catedral de Llandaff, Llandeilo Vawr, i Penally Abbey. Encara que, en restaurar a començaments del segle XXI la catedral de Tyddewi, hom va trobar-hi uns ossos que es cregueren del sant, la datació científica ho desmentí. Sant Teilo és un dels sants patrons de la catedral de Llandaff, i es diu que va ser el fundador del monestir que s'hi feu a recer.
La seva festa es commemora el 9 de febrer. Alguns llogarrets gal·lesos porten el nom Llandeilo en record seu, i té esglésies dedicades a Gal·les, Bretanya, Cornualla i Devon.

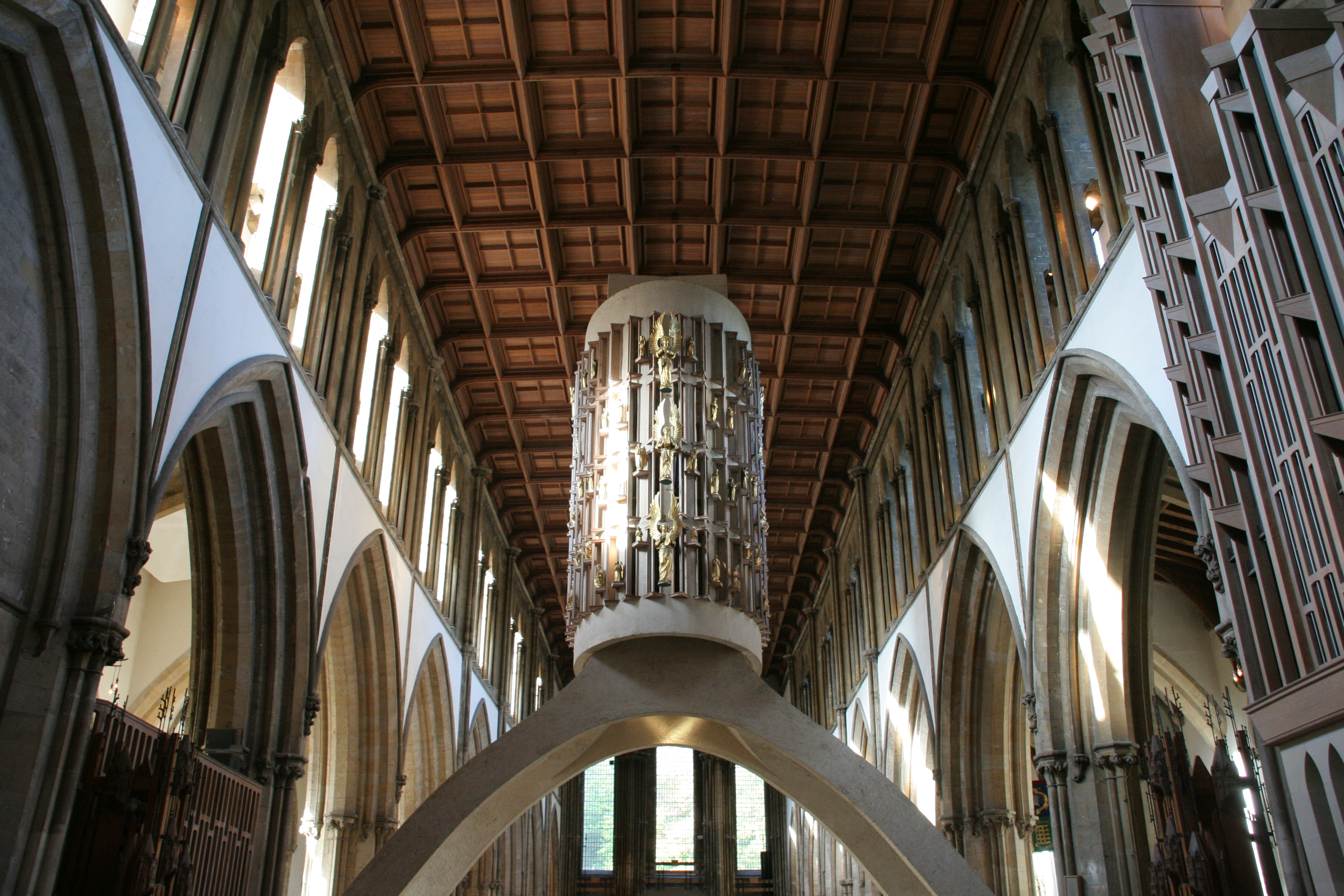
Catedral de Llandaff
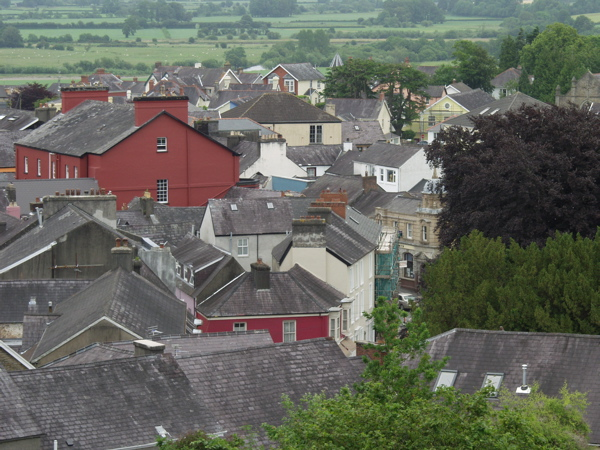
Llandeilo, crescut al voltant del monestir fundat per Teilo
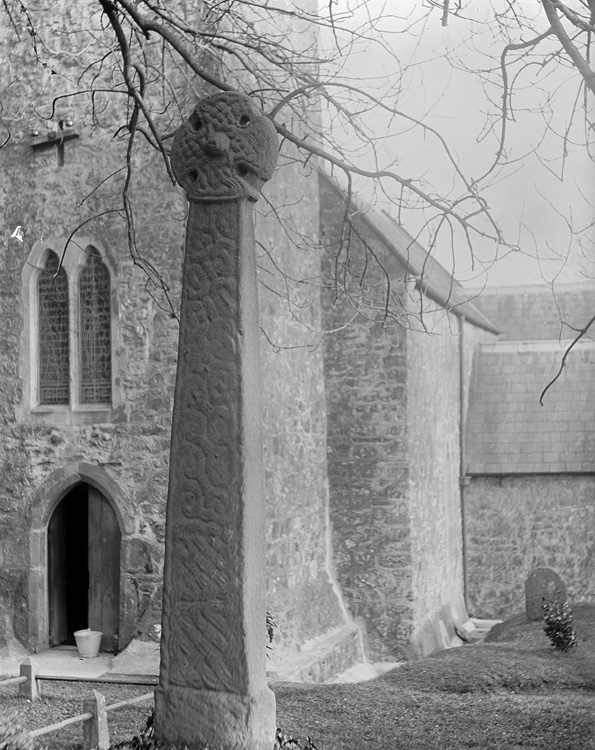
Creu cèltica davant l'església de Penally Abbey